# 菝葜輪盾介殼蟲
菝葜輪盾介殼蟲（学名：Aulacaspis spinosa）为盾介殼蟲科輪盾介殼蟲屬下的一个种。